# Open GDF Suez 2011
Open GDF Suez 2011 — жіночий професійний тенісний турнір, що проходив на закритих кортах з твердим покриттям. Це був 19-й за ліком Open GDF Suez (раніше відомий як Open Gaz de France). Належав до категорії Premier у рамках Туру WTA 2011. Відбувся на стадіоні П'єр де Кубертен у Парижі (Франція). Тривав з 7 до 13 лютого 2011 року.

## Учасниці

### Сіяні учасниці
| Країна     | Гравчиня           | Рейтинг1 | Сіяна |
| ---------- | ------------------ | -------- | ----- |
| Бельгія    | Кім Клейстерс      | 2        | 1     |
| Росія      | Марія Шарапова     | 13       | 2     |
| Естонія    | Кая Канепі         | 17       | 3     |
| Чехія      | Петра Квітова      | 18       | 4     |
| Росія      | Надія Петрова      | 20       | 5     |
| Німеччина  | Андреа Петкович    | 24       | 6     |
| Бельгія    | Яніна Вікмаєр      | 26       | 7     |
| Словаччина | Домініка Цібулкова | 27       | 8     |

- 1 Рейтинг подано станом на 31 січня 2011.

### Інші учасниці
Нижче наведено учасниць, які отримали вайлд-кард на участь в основній сітці:
- Віржіні Раззано
- Марія Шарапова
- Яніна Вікмаєр

Нижче наведено гравчинь, які пробились в основну сітку через стадію кваліфікації:
- Єлена Докич
- Крістіна Кучова
- Весна Манасієва
- Ана Врлич

Такі тенісистки потрапили в основну сітку як щасливий лузер:
- Стефані Коен-Алоро

## Переможниці та фіналістки

### Одиночний розряд
Петра Квітова —  Кім Клейстерс, 6–4, 6–3.
- Для Квітової це був другий титул за сезон і 3-й - за кар'єру.

### Парний розряд
Бетані Маттек-Сендс /  Меган Шонессі —  Віра Душевіна /  Катерина Макарова, 6–4, 6–2.